# سبر
السبر، أو السير بالياء، عند الأصوليين وأهل النظر هو من مسالك إثبات العلة ويسمى بالسبر والتقسيم وبالتقسيم أيضا وبالترديد أيضا. فالتسمية بالسبر فقط أو بالتقسيم فقط أو بالترديد فقط إما تسمية الكل باسم الجزء وإما اكتفاء عن التعبير عن الكل بذكر الجزء، كما تقول قرأت ﴿الم﴾ وتريد سورة مسماة بذلك. ويفسر بأنه حصر الأوصاف الموجودة في الأصل الصالحة للعلية في عدد ثم إبطال علية بعضها لتثبت علية الباقي.

## وصلات خارجية
- سبر - لغت نامه دهخدا